# Caunay
Caunay é uma comuna francesa na região administrativa da Nova Aquitânia, no departamento de Deux-Sèvres. Estende-se por uma área de 14,42 km². Em 2010 a comuna tinha 183 habitantes (densidade: 12,7 hab./km²).